# Schloss Wendhausen

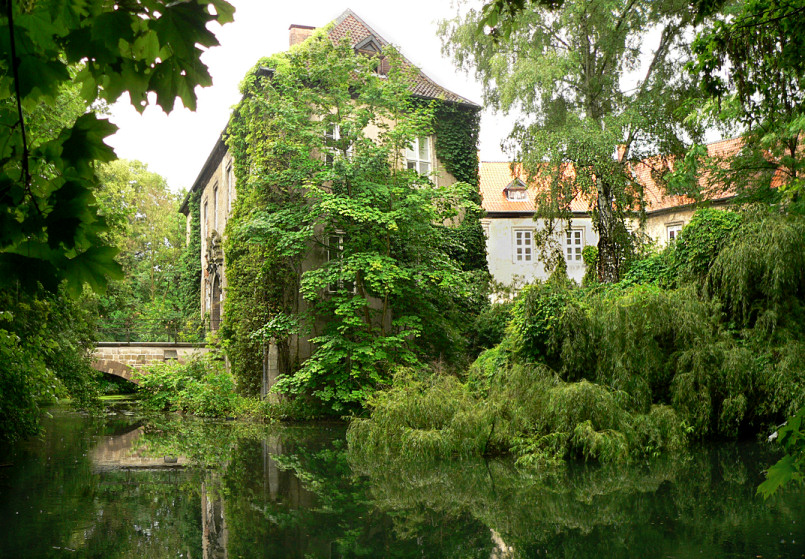
Schloss Wendhausen, von Wassergräben umgeben

Schloss Wendhausen ist ein Wasserschloss im Lehrscher Ortsteil Wendhausen im östlichen Niedersachsen unweit von Braunschweig. Das Schloss ließ 1688 der Kanzler des Herzogtums Braunschweig-Wolfenbüttel Philipp Ludwig Probst auf den Grundmauern einer Wasserburg aus dem 14. Jahrhundert errichten. An die Dreiflügelanlage schloss sich während des 18. Jahrhunderts ein bedeutender Barockgarten an.

## Vorgängeranlage
Vorläufer der Schlossanlage war eine 1328 erstmals erwähnte Burg. Von der Lage her dürfte es sich um eine Wasserburg gehandelt haben. Sie gehörte zu einer Kette von Niederungsburgen entlang der Schunter, wie Süpplingenburg, Campen bei Flechtorf, Hondelage, die die sumpfigen Niederung des Flusses als Schutz nutzen. Burg und Dorf Wendhausen lagen 10 km nordöstlich des Stadtzentrums von Braunschweig auf einem 400 m breiten und 2 km langen Werder in der Niederung der Schunter. Dies war eine Abseitslage, denn die Heerstraße Braunschweig-Fallersleben (heutige B 248) verlief 1 km weiter südlich. Anfänglich diente die Burg Wendhausen als Pfand- und Lehnsobjekt zur Füllung der herzoglichen Kriegskasse. Im Laufe der Jahrhunderte wurde sie mehrfach eingenommen, geplündert und zum Teil durch Brand zerstört. Derartige Vorfälle ereigneten sich 1433 beim Sturm durch Braunschweiger Bürger und 1550 durch herzogliche Truppen. 1552 brannten sie Gefolgsleute des Söldnerführers Vollrad von Mansfeld nieder. Zu einer weiteren Zerstörung kam es im 17. Jahrhundert, als auf ihr Herzog Heinrich Julius vor den Toren der Stadt Braunschweig residierte. Nach Streitigkeiten zwischen ihm und der Stadt Braunschweig brannten seine Gegner 1602 die Burg nieder. Auf ihren Grundmauern wurde 1683–88 das heutige Wasserschloss errichtet.

## Baubeschreibung

### Baukörper
Das Wasserschloss Wendhausen ist eine unregelmäßige Dreiflügelanlage, die nach Westen hin geöffnet ist. Es weist zwei massive Steingeschosse auf, die von mächtigen Kellergewölben getragen werden. Die Außenmauern haben im unteren Bereich eine Stärke von 1,4 m. Der Bau besitzt bei ca. 800 m² Gebäudefläche 28 Zimmer. Die Innenausstattung, u. a. mit stuckverzierten Decken, Vertäfelung, Kaminen, Renaissancezimmern, ist heute wieder hochwertig. Die Zimmer im Obergeschoss des Südflügels werden als Herzogszimmer und Herzogssaal bezeichnet, weil sich hier die Braunschweiger Herzöge während ihrer Besuche aufhielten.

### Umfeld und Zugang
Rings um das Schloss verläuft ein breiter Wassergraben, der von der nahe gelegenen Schunter gespeist wird. Das Schloss
verfügt über ein Wasserrecht und benötigt einen bestimmten Wasserstand, da es auf Holzpfähle gegründet ist. Den Zugang und die Zufahrt zum Schloss ermöglicht eine Steinbrücke über den heutigen Schloss- und früheren Burggraben. Sie überquert ihn in Richtung auf den Nordflügel. Außerdem gibt es heute eine Fußgängerbrücke vom Schlossinnenhof zum ehemaligen Schlosspark. Die Steinbrücke führt zu einem großen Tor in der Schlossfassade, das ein prächtiges Rundbogenportal ziert. Durch den mehrere Meter hohen Torbogen im Nordflügel gelangt man in den etwa 500 m² großen Schlossinnenhof, in dem der Eingang zum Schloss liegt. Er führt in das Hauptgebäude, in dessen rundem Treppenhaus sich eine wuchtige Eichenholztreppe von 1910 befindet. Das Treppenhaus war ursprünglich ein hoher Rundturm, dessen oberer Teil 1865 abgerissen wurde.

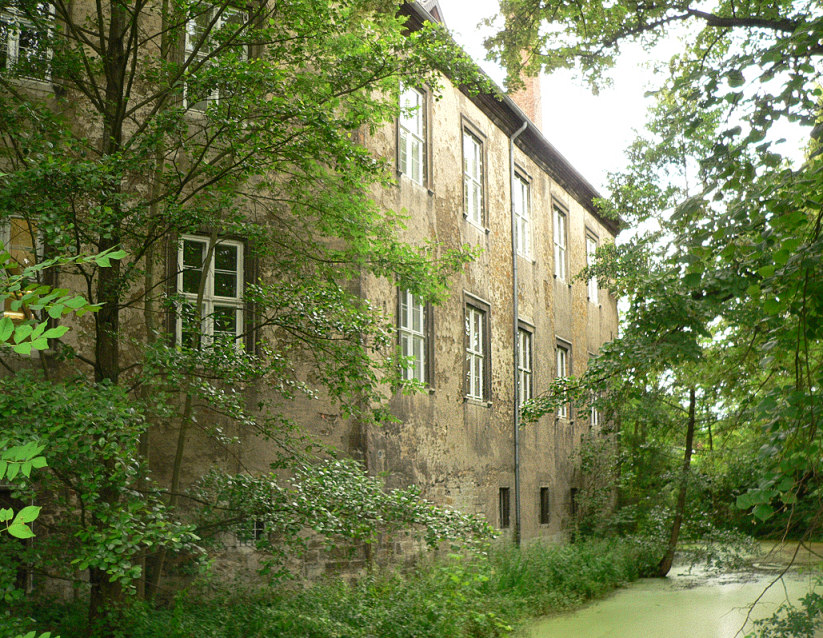
Schlossgraben mit grünem Entenflott
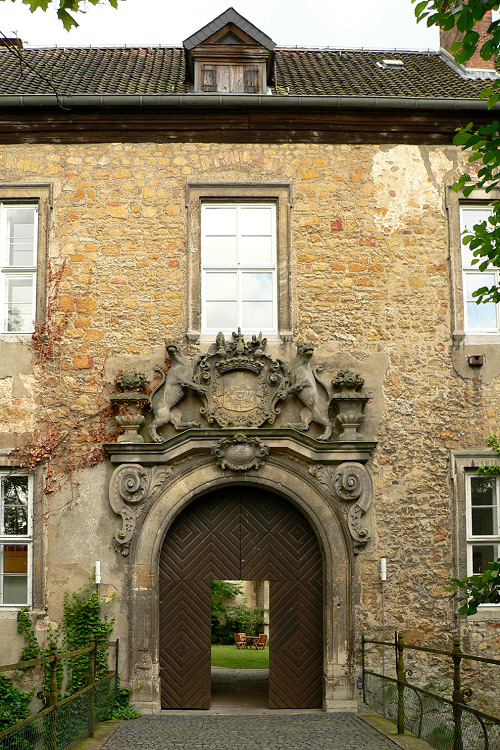
Steinbrücke über den Schlossgraben mit Eingangsportal
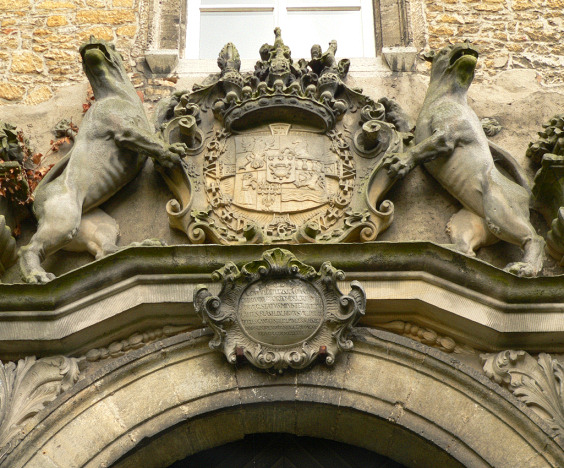
Eingangsportal im Nordflügel
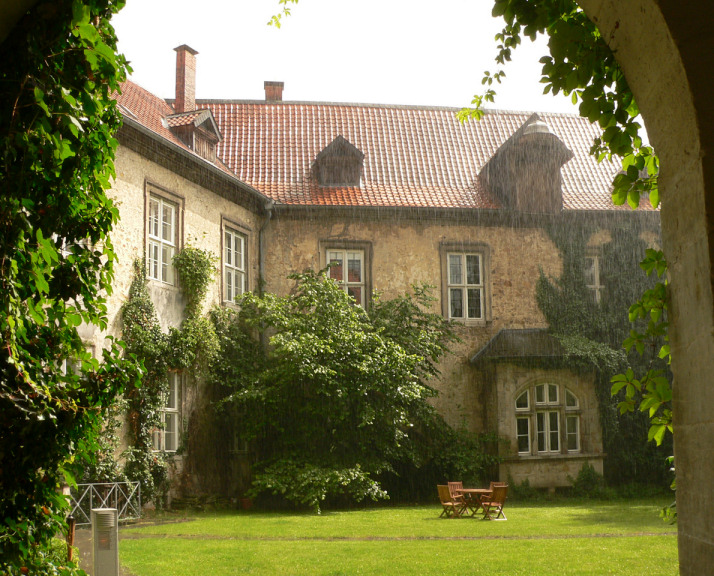
Schlossinnenhof mit Blick vom Nord- zum Südflügel

## Geschichte

Schlossbauherr: Philipp Ludwig Probst

### 17. Jahrhundert
Die Vorgängerburg war seit 1602 zerstört. Das Gut Wendhausen an dieser Stelle wurde erstmals 1677 erwähnt. 1682 erhielt der in Diensten der Braunschweiger Herzöge Rudolf August und Anton Ulrich stehende Philipp Ludwig Probst (1633–1718) das Gut zum Lehen als Entlohnung für seine Dienste. 1683 erhob Kaiser Leopold den Lehnsnehmer in den Reichsadelstand, der sich von da an „von Wendhausen“ nennen durfte. Er gehörte als Kanzler zu den einflussreichsten Staatsmännern des Herzogtums Braunschweig-Wolfenbüttel. Außerdem war er dessen reichster Privatmann, der neben Wendhausen noch weitere Rittergüter besaß. Ab 1683 ließ Philipp Ludwig Probst auf den Grundmauern der Vorgängerburg das Wasserschloss errichten, das nach fünfjähriger Bauzeit fertiggestellt war. Später feierte er in ihm rauschende Feste. Im prunkvollen Herzogssaal empfing er unter anderem die Braunschweiger Herzöge Rudolf August und Anton Ulrich. Probst von Wendhausen verbrachte seinen Lebensabend auf dem Schloss.

### 18. Jahrhundert

Westseite des Schlosses mit Barockgarten 1727, links das Gut mit Kavaliershäusern und rechts das Dorf

Nach seinem Tod 1718 erbte seine Enkelin Ilsa Louise Stisser, verwitwete von Imhoff, das Schloss. 1719 heiratete sie Konrad Detlev von Dehn, ein Günstling und Emporkömmling des Erbprinzen August Wilhelm. Später war der geadelte Dehn in seinen Funktionen als Geheim- und Staatsrat der mächtigste Mann am herzoglichen Hof. Nach kurzer Ehe verstarb seine Frau im Kindbett und er erbte das Schloss. Dehn ließ größere Umbauten vornehmen, da er auf Repräsentation bedacht war. Dazu zählte vor allem die Schaffung des barocken Lustgartens (siehe unten Schlosspark) und der Bau von 2 zweigeschossigen Kavalierhäusern in Fachwerkbauweise, die aber bald wieder abgerissen wurden. Auf dem Anwesen führte er ein höfisches Leben, obwohl er nur selten anwesend war, da er zur Hofgesellschaft des Herzogs gehörte. Dehns ausschweifendes und kostspieliges Leben sowie ein Regierungswechsel ließen 1730 seine Karriere abrupt enden. Er musste das Land verlassen und ging an den dänischen Hof. 1751 kam das Schloss in den Besitz von Herzog Karl I. Danach diente das Bauwerk als Wohngebäude für den jeweiligen Pächter des Gutes. Da das Herzogtum Braunschweig-Wolfenbüttel hoch verschuldet war, verfielen Schloss und Gut allmählich.

### 19. Jahrhundert
Von 1751 bis 1807 war das Schloss Gerichtsstätte des fürstlichen Gerichts. Ab 1807 unter der französischen Fremdherrschaft durch Napoleon tagte im Schloss das Gericht des Kantons Wendhausen. Diese Organisationsform wurde nach der französischen Besatzung 1814 wieder abgeschafft und das Schloss kam in den Besitz der herzoglichen Domänenkammer. Ab 1836 pachtete die Braunschweiger Verlegerfamilie Vieweg Gut und Schloss. 1873 erwarb sie beides. Karl Vieweg war auf dem Gut ein erfolgreicher Landwirt und Pferdezüchter. Eduard Vieweg ließ auf einer Erhebung im Dorf die fünfflügelige Windmühle Wendhausen erbauen, die heute Wahrzeichen des Ortes ist. Die Vieweg-Familie errichtete für ihren Vieweg Verlag in Wendhausen an der Schunter eine Papierfabrik für die Bücherherstellung. Ab 1910 kam es im Inneren des Schlosses zu größeren Veränderungen, bei denen die Räumlichkeiten als Ausstellungsräume hergerichtet wurden. Die Verlagsbesitzerin Helene Tepelmann, geborene Vieweg, stellte bis zum Zweiten Weltkrieg im Schloss die Familien-Kunstsammlung aus.

### 20. Jahrhundert

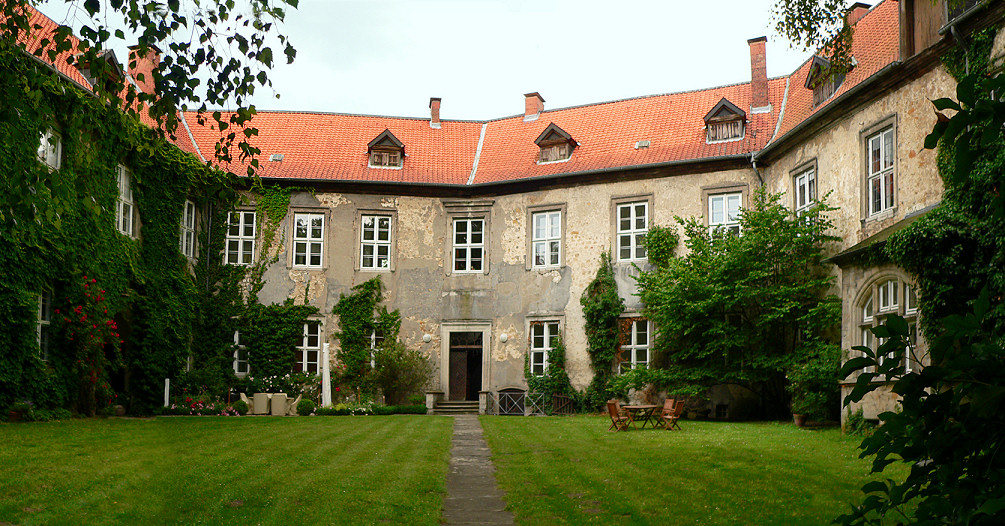
Westseite des Schlosses mit Innenhof

Nach dem Tod der letzten Erbin der Vieweg-Familie Helene Tepelmann 1941 wurde das Schloss an die Stadt Braunschweig verkauft. Gegen Ende des Krieges  wurde in ihm 1944–45 ein Hilfskrankenhaus eingerichtet. Nach dem Krieg diente es als
Rekonvaleszenzstätte für Patienten mit Infektionskrankheiten und später als Kindergarten. Auch lebten nach dem Krieg über Jahre Heimatvertriebene aus den deutschen Ostgebieten im Schloss. Nach verschiedenen weiteren Nutzungen, wurde es von der Ortsgruppe Braunschweig der Organisation Subud Deutschland, einer interreligiösen Bruderschaft, genutzt. Auch ein Landwirtschaftsbetrieb nutzte das Schloss, jedoch ab 1985 stand es leer.
1990 wurden Gut und Schloss an die Investoren Carsten Oestmann und Freiherr Dietrich von Dobeneck verkauft. Sie teilten die große Anlage in drei wesentliche Bereiche, bestehend aus dem Schloss mit der im Innenbereich des Schlossgrabens liegenden Gartenanlage, der Hofanlage mit Scheune und Gesindehaus und den angrenzenden Ländereien. Auf der Hofanlage wurden zahlreiche Umbauten und Neubauten errichtet, die später vermarktet wurden, wodurch neben der Wohnbebauung auch ein Alten- und Pflegeheim im Bereich des früheren Gutes entstand.
Der Schlossbau wurde 1991 von dem Braunschweiger Architekten Carsten Henze erworben und zwischen 1992 und 1995 saniert. Dafür vergab die Niedersächsische Sparkassenstiftung 1995 den Landespreis für Denkmalpflege. Trotzdem wirkt das Schloss von außen unrenoviert. Das liegt daran, dass der Bauherr an der Außenfassade absichtlich Bruchsteinmauerwerk und Putzflächen beließ, um dem alten Schloss einen lebendig morbiden Charakter zu verleihen. Seit 2003 wird das Schlossgebäude von verschiedenen Kreativ-Firmen (Architektur, Werbung, Softwareentwicklung) sowie als Wohnraum genutzt. Einige repräsentative Räume, wie das frühere Herzogszimmer, der Herzogssaal und das Kellergewölbe, sowie die Außenanlagen, können für Veranstaltungen angemietet werden.

## Schlosspark

Lageplan von Wendhausen mit Schloss, Barockgarten, Gut und Dorf 1754

Bereits nach der Fertigstellung des Schlosses 1688 ließ der Erbauer Philipp Ludwig Probst von Wendhausen einen kleinen Lustgarten westlich des Gutes anlegen, der heute nicht mehr erhalten ist.
Als Detlef von Dehn 1719 sein Erbe als Schlossbesitzer antrat, ließ er westlich des Schlosses einen größeren Barockgarten im Französischen Stil anlegen. Die rechteckige, auf das Schloss ausgerichtete Anlage war von einer 1800 m langen Graft umgeben. Mit der Gartengestaltung wurde der Gartenbaumeister Le Notre engagiert. Einzelne Elemente des Parks erinnern an den Garten von Schloss Sanssouci, den auch Le Notre gestaltet hatte. In Wendhausen ließ er Alleen, Hecken, Boskettbereiche, Teiche sowie eine zentrale Fontäne schaffen und stattete den Garten mit zahlreichen Statuen aus. Einer Beschreibung von 1727 zufolge glich die Anlage den Barockgärten von Schloss Salzdahlum und Herrenhausen.
Anfang des 19. Jahrhunderts wurde der Barockgarten beseitigt, da ihm keine repräsentative Rolle mehr zukam. Aus ihm wurde eine landwirtschaftliche Nutzfläche mit Wiesen, Obstgarten sowie Gartenland. Ende des 19. Jahrhunderts wurde das Nutzland teilweise wieder rückgestaltet. Der schlossnahe, östliche Gartenteil wurde ein Landschaftspark, während der westliche Bereich weiter Nutzfläche blieb. Heute machen die Flächen einen verwilderten Eindruck. Sie bestehen aus einer Freifläche und einem Waldbestand mit teilweise exotischem Baumbestand, aber auch mit alten einheimischen Bäumen, wie Eichen, Buchen, Pappeln, Linden, Robinien, Kastanien.
Seit dem Jahr  2017 befinden sich im Park des Schlosses fünf Plastiken des Bildhauers Denis Stuart Rose. Im Jahr 2018 fand im Park des Schlosses das sechste Festival der Veranstaltungsreihe „Jazz im Park“ statt, eine jährlich in einem anderen Park im Raum Braunschweig stattfindende Veranstaltung der Braunschweigischen Landschaft und der Stiftung Braunschweigischer Kulturbesitz.